# Netelia celebensis
Netelia celebensis là một loài tò vò trong họ Ichneumonidae.